# Культура Болгарии

## История
Населявшие в древности территорию современной Болгарии племена создали развитую материальную культуру, наиболее известным памятником которой является Варненский некрополь, памятник культуры Болгарии эпохи неолита.
Населявшие Болгарию на рубеже нашей эры фракийцы оставили после себя известные памятники архитектуры, в том числе гробницу в Казанлыке и гробницу в Свештарах, которые несут на себе отпечаток древнегреческого культурного влияния. В то же время, имело место и влияние фракийцев на древних греков — например, Орфей, персонаж древнегреческой мифологии, считался сыном фракийского бога Эагр.
Появившиеся на территории современной Болгарии кочевые племена протоболгар привнесли в болгарскую культуру самобытные элементы. Известен «Мадарский всадник» — барельеф на скале, выбитый около 710 года. В религиозной сфере между протоболгарами и славянами господствовал мир — в захоронениях IX века славяне и протоболгары погребены вместе. В то же время, христиане подвергались гонениям.
Однако именно благодаря соседству с высокоразвитой цивилизацией Византии и особенно благодаря крещению Болгарии царём Борисом I в 865 году болгарская культура получила новый импульс к развитию. Важнейшим достижением болгарской культуры этого периода считается создание кириллического алфавита: Кирилл и Мефодий были из Салоник и, вероятно, были болгарами, а Климент Охридский родился в Болгарии. В память об этом 24 мая в Болгарии отмечается день болгарского просвещения, культуры и славянской письменности. В Болгарии существовали Преславская и Охридская книжные школы, где велась активная деятельность по переводу книг на старославянский язык и по их переписыванию.

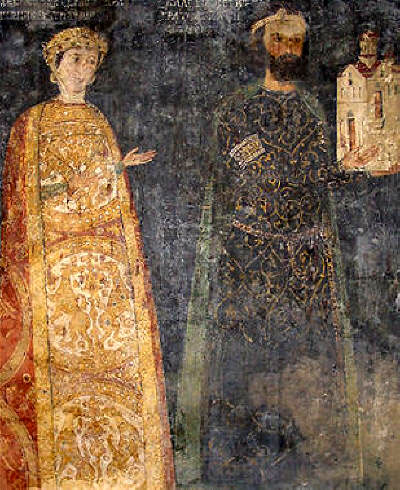
Десислава и Калоян — основатели (ктиторы) Боянской церкви. Фреска, относящаяся к 1259 году

Необходимость строительства храмов для богослужений положила начало собственно болгарской архитектуре. Наиболее известными памятниками болгарской архитектуры этого времени являются Рильский монастырь и Боянская церковь.
Развитию изобразительного искусства способствовали византийские традиции, хотя фресками были украшены ещё фракийские гробницы более чем тысячелетней давности. Свидетельством своеобразия болгарской школы иконописи являются иконы с использованием в качестве основы не досок, а керамики. В то же время, существование достаточно строгих канонов в иконописи несколько ограничивало развитие собственных традиций. Фрески пещерных церквей в Иваново несут на себе как отпечаток национальных традиций, так и черты «палеологовского возрождения». Также известны росписи Боянской церкви (особенно относящиеся к 1259 году фрески с изображением основателей монастыря (ктиторов) — Калояна и Десиславы), храма св. Георгия в Софии, Рильского и Погановского монастырей. При этом Восточная Болгария в большей степени испытывала византийское культурное влияние, в то время как в Юго-Западной Болгарии (современная Македония) лучше сохранились национальные традиции. Созданные мастерами тырновской школы фрески находятся под влиянием «палеологовского возрождения».
Тесной связи болгарской культуры с византийской способствовали политические события: в 1018 году последний осколок Первого Болгарского царства — Западно-Болгарское царство — был присоединён к Византии. После смерти архиепископа-болгарина Ивана Дебрского в 1037 году его должность занял Лев, грек по происхождению. С этого момента многие должности в церковной иерархии занимают греки, а богослужение, как правило, переводилось на непонятный большинству населения греческий язык. Богослужение на старославянском языке сохранялось лишь в отдельных монастырях и в церквях в некоторых имениях феодалов-болгар. Однако благодаря достаточно развитому национальному самосознанию, болгары неоднократно поднимали восстания в XI—XII веках, а в 1185 году было основано Второе Болгарское царство.

## Галерея

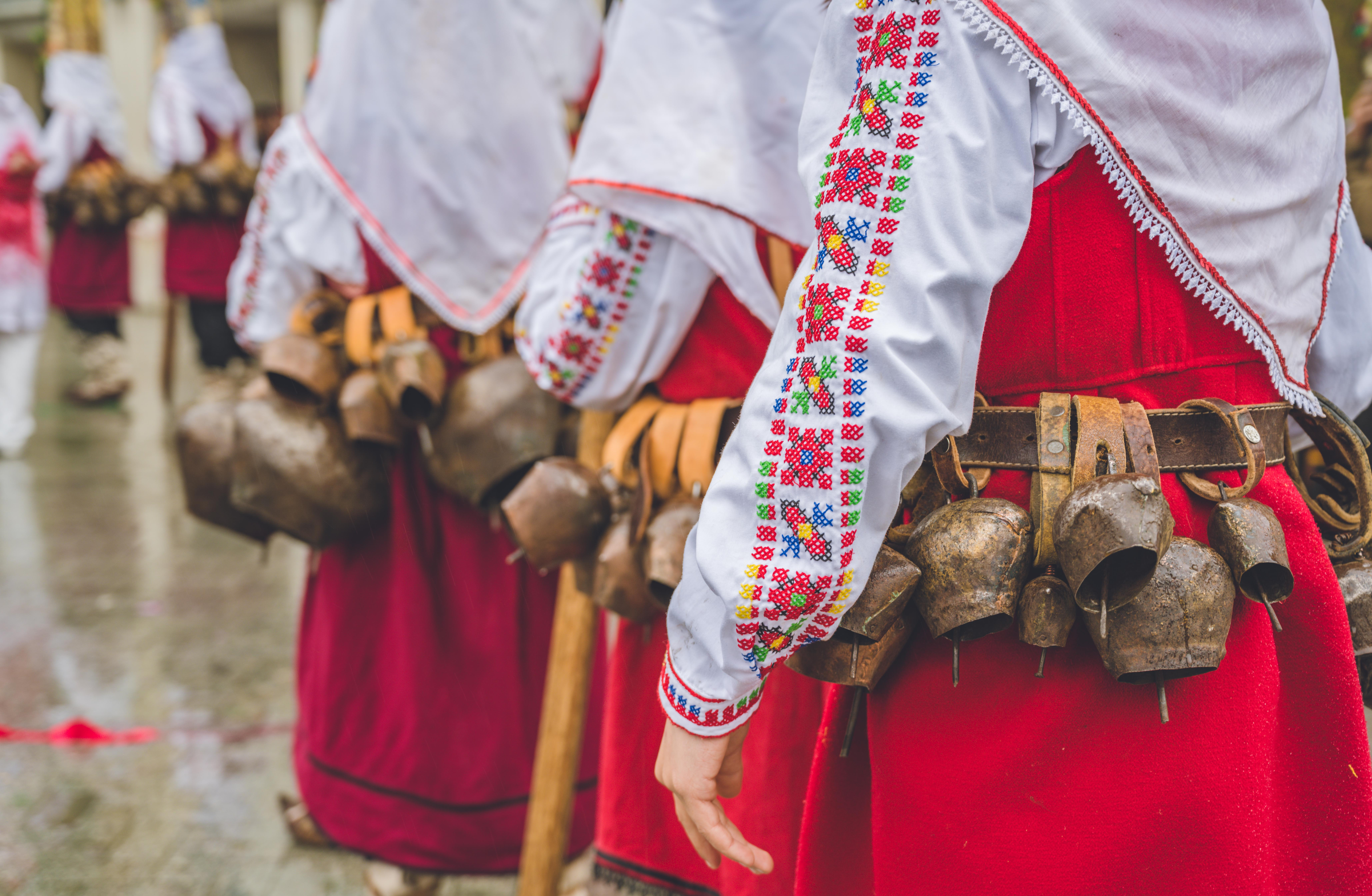
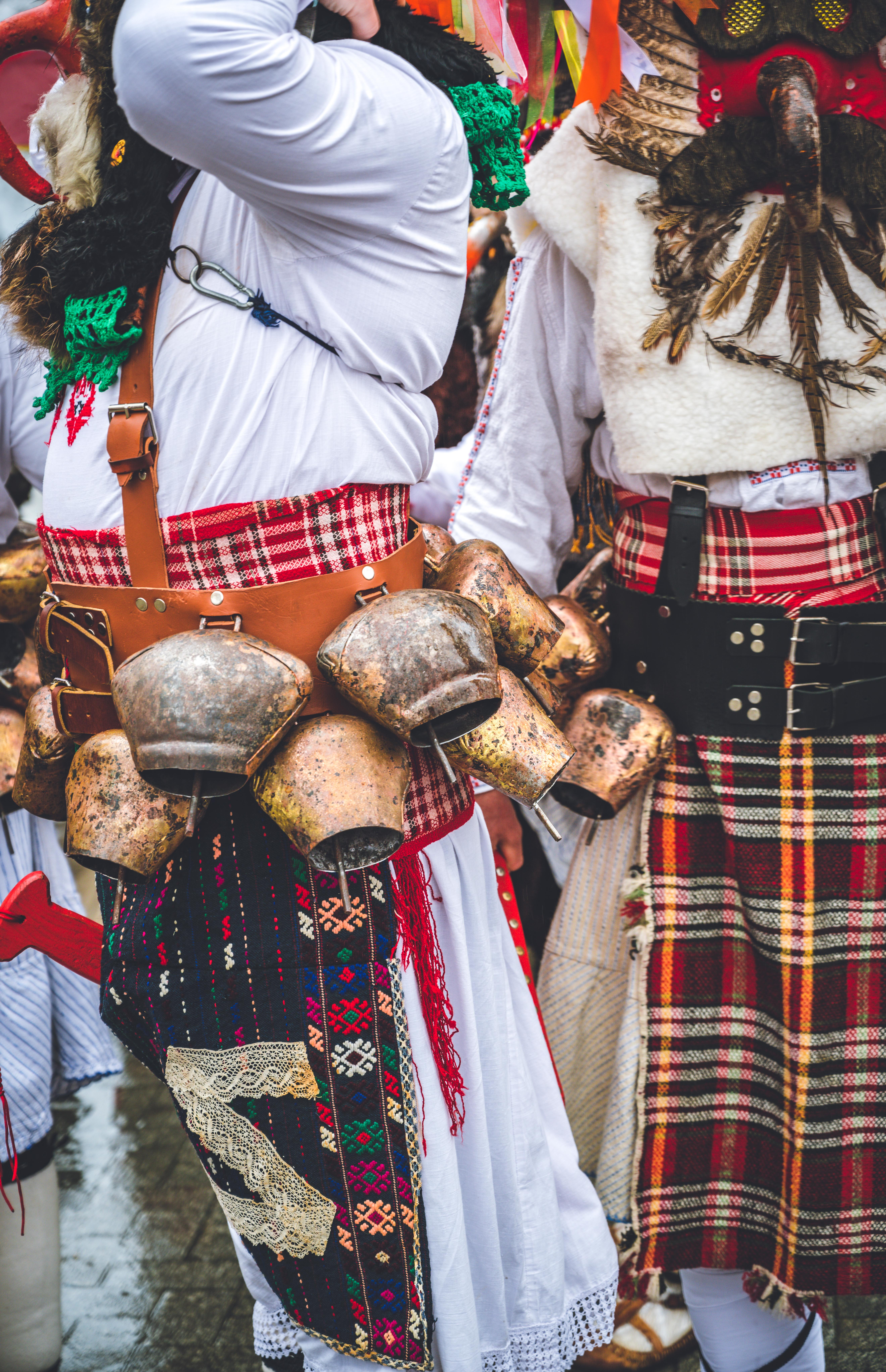
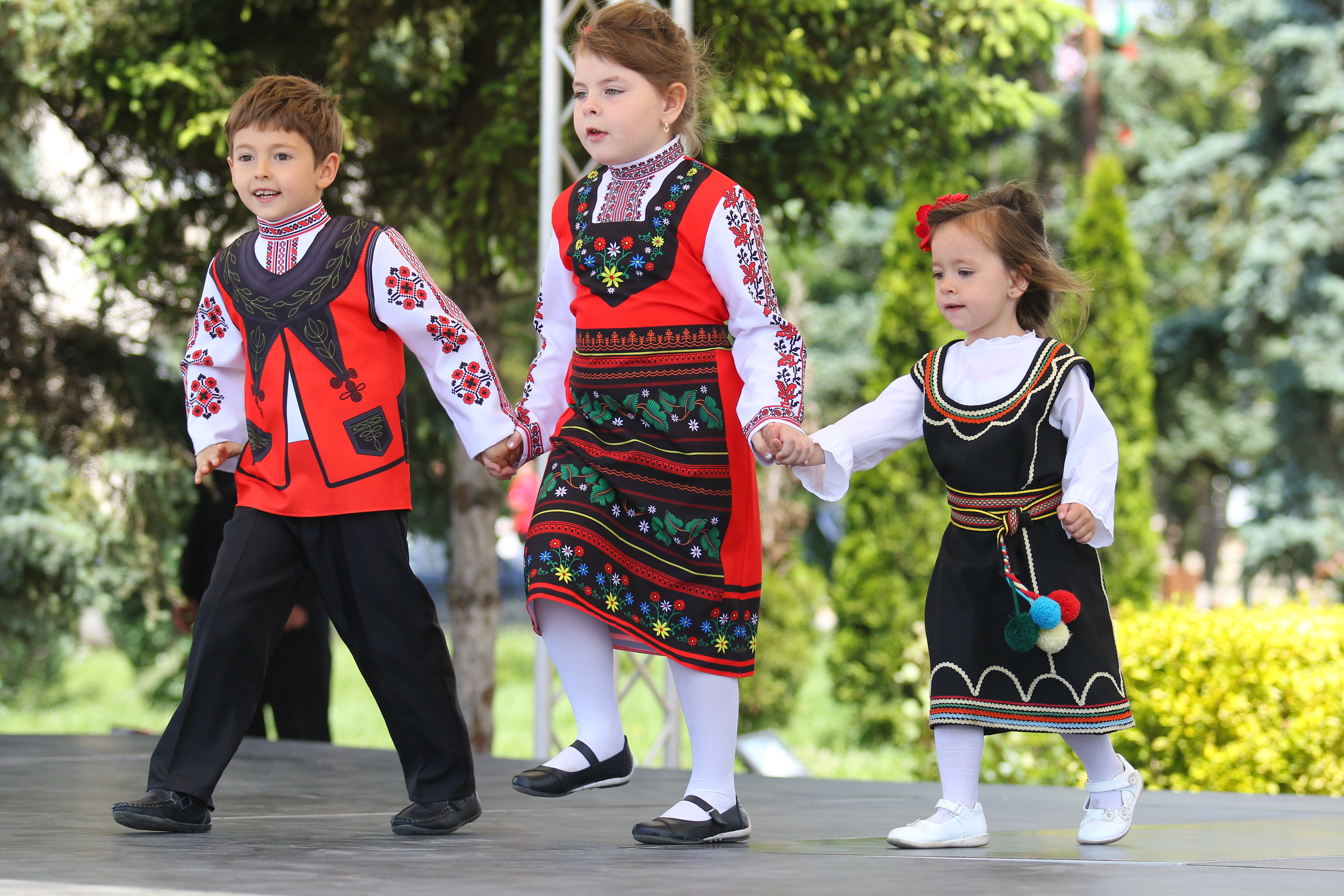
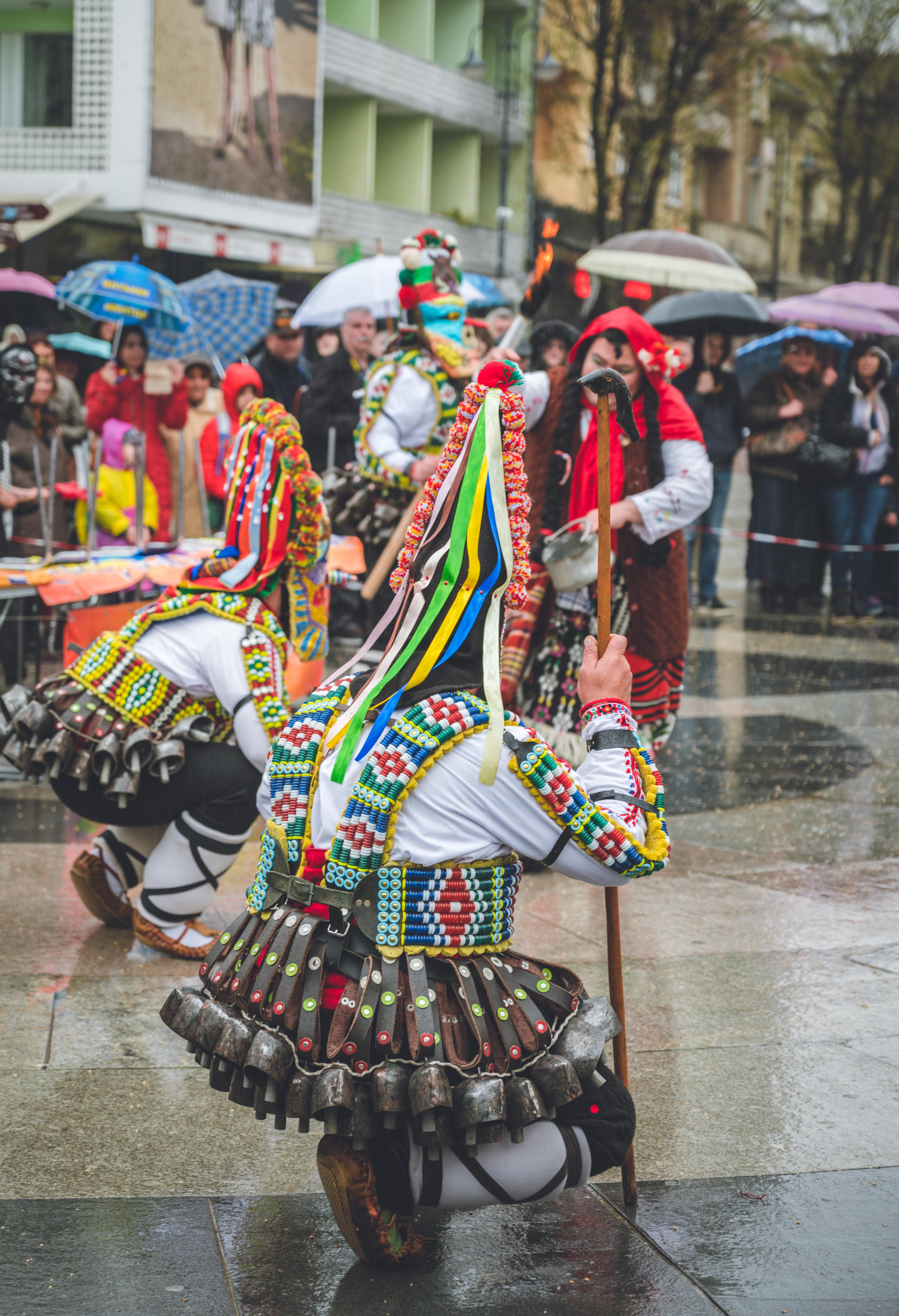